# Bercsényi Miklós (főgenerális)

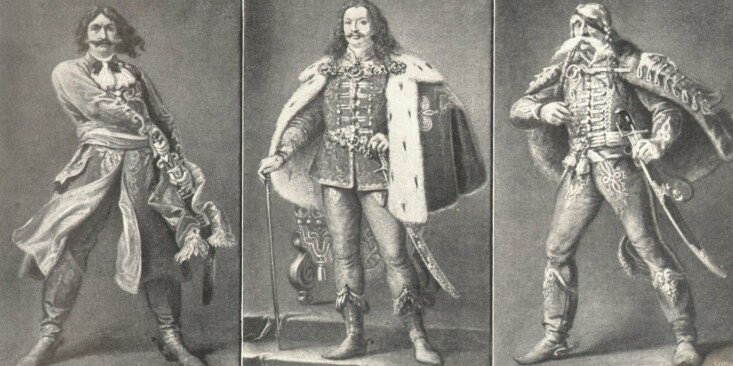
Bercsényi Miklós, II. Rákóczi Ferenc és Bottyán János a Rákóczi-szabadságharc és a kuruc hadsereg vezetői

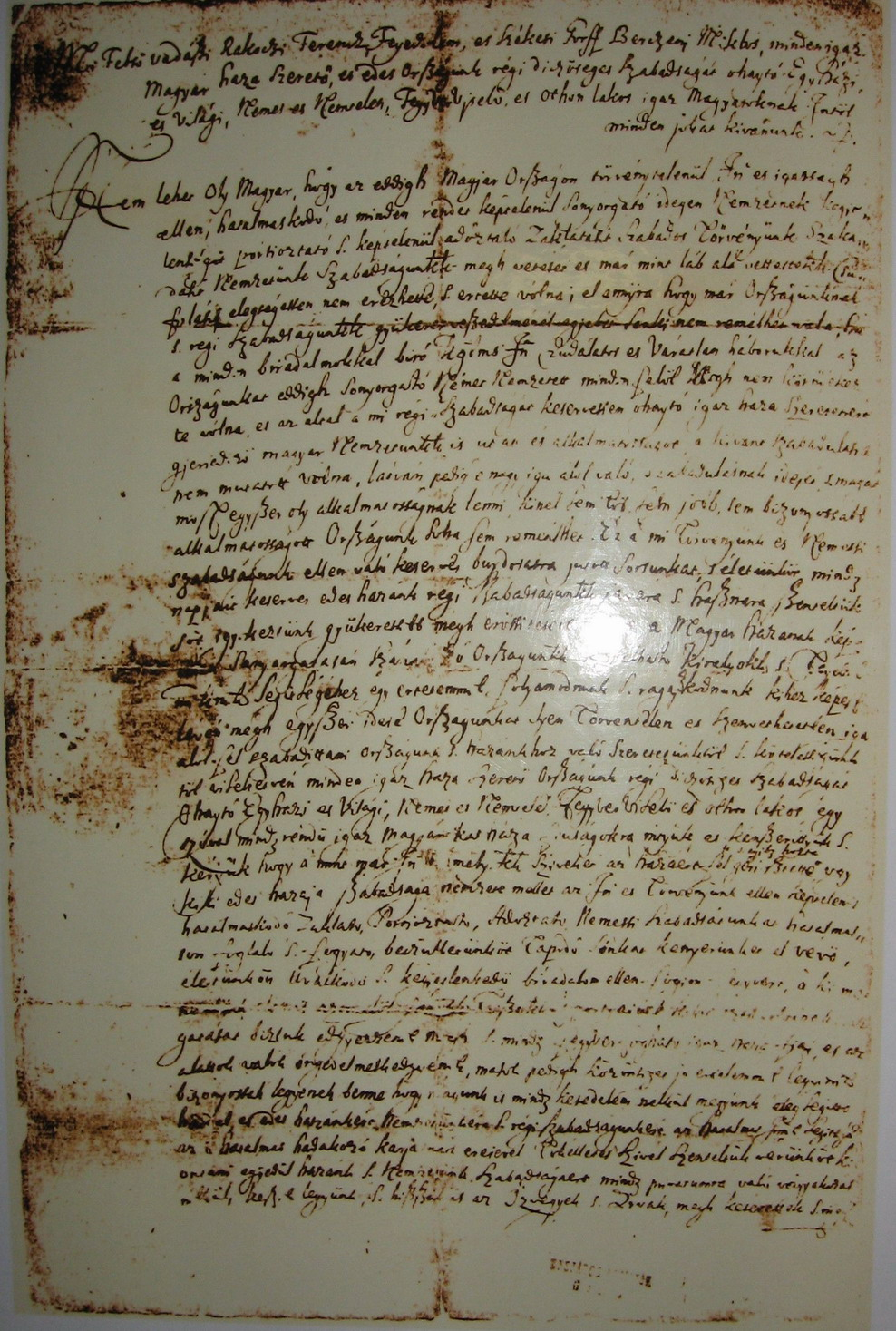
A breznai kiáltvány Bercsényi Miklós saját kezű írásával

Gróf székesi Bercsényi Miklós (Bécs, 1665. szeptember 24. – Rodostó, 1725. november 6.) kuruc főgenerális, II. Rákóczi Ferenc közeli harcostársa, a Rákóczi-szabadságharc egyik irányítója.
|  | „Eb ura fakó! József császár nem királyunk!”                                                               |
|  | – Bercsényi Miklós szavai, amelyek az ónodi országgyűlésen a trónfosztás kimondását követően hangzottak el |

## Élete
Felvidéki nagybirtokos család sarja, édesapja báró székesi Bercsényi Miklós dunán-inneni helyettes főkapitány, majd tábornok; édesanyja báró Maria Elisabeth von Rechberg. A nagyszombati egyetemen tanult, majd Esterházy Pál nádor oldalán kezdte katonai pályáját. 1685-ben Vágsellye kapitánya lett. 1686-ban Buda ostrománál kitüntette magát, ezredesi rangot kapott, majd Szeged vára és a hozzá tartozó véghelyek főkapitányává nevezték ki.
I. Lipót magyar király és német-római császár több kitüntetésben részesítette, így 1687. szeptember 14-én apjával együtt grófságot nyert, majd ugyanebben az évben aranysarkantyús vitézzé ütötték.
Bercsényi Miklós 1691-től Ung vármegye főispánja, királyi tanácsos és bányavidéki vicegenerális, volt. 1696–98-ban az újonnan szervezett felső-magyarországi hadikommissariatus főkapitánya volt. 1697-ben a hadra kelt vármegyei nemességgel segítette letörni Tokaji Ferenc hegyaljai fölkelését.
Az 1690-es években, a nemesi-rendi elégedetlenség fokozódása idején fokozatosan szembefordult I. Lipót császár abszolutizmusával és elnyomó politikájával.
1696-ban ismerkedett meg II. Rákóczi Ferenccel, akinek ettől fogva leghűbb barátja volt.
Politikai elképzeléseinek sikerült megnyernie a fiatal Rákóczit, s hozzákezdtek egy nemesi összeesküvés megszervezéséhez, hogy francia segítséggel megdöntsék a Habsburgok magyarországi uralmát. Amikor Rákóczit 1701. május 29-én Solari gróf és császári tábornok Sáros várában elfogta, Bercsényi Lengyelországba menekült, ahol előkészítette a felkelést. Előbb egyedül, majd Rákóczival együtt a XIV. Lajos francia király és XII. Károly svéd királyt akarta megnyerni a magyarországi felkelés támogatására.
1703 tavaszán, amikor a tiszaháti parasztok kezdeményezésére szabadságharc kezdődött, Bercsényi lengyel csapatok, valamint Moldvából toborzott zsoldosok élén jött Rákóczi segítségére és kezdettől fogva a szabadságharc második embere, a kuruc hadsereg főparancsnoka volt. Mivel jól értette a szláv nyelveket, a szabadságharc során több ízben is szerzett be Lengyelországból lengyel, illetőleg rutén zsoldosokat a kuruc hadseregbe.
A szabadságharc kezdetén a konföderált rendek generálisaként (A Tiszabecs–Tiszaújlak határában lezajlott első csata után Rákóczi tábornokká nevezte ki) az 1703. évi győzedelmes felső-magyarországi hadjárat irányítója volt .
Politikai nézetei sokban különböztek Rákócziétól. Szűkebb térre igyekezett szorítani a protestáns köznemesség befolyását az államigazgatásban, s katonapolitikai, diplomáciai vitákba is keveredett a vezérlő fejedelemmel. Mindvégig kitartott azonban a konföderációra tett esküje mellett. Nyolc éven át szinte állandóan hadban forgott és hadat vezetett. Emellett a diplomáciában is a fejedelem egyik legbizalmasabb tanácsadója volt.
1705-ben a szövetkezett rendek főgenerálisa lett, a szenátus első tagja, 1706-ban a császárral folytatott nagyszombati béketárgyalásokon a kuruc küldöttség vezetője volt.
A szécsényi országgyűlésen az ő javaslata szerint alakult meg a rendi konföderáció, vagyis az elégedetlen rendek szövetsége, amely Rákóczit választotta vezérlő fejedelemmé (dux). Bercsényit ugyanakkor első világi szenátorrá választották, s bár főgenerálisi rangjáról külön törvénycikk nem született, az országgyűlés végzéseiben már ezzel a titulussal említik, s e minőségben írta alá a szeptember 20-ai szövetséglevelet is, közvetlenül a fejedelem után. (Külön törvénycikk hiányában Forgách Simon később elvitatta tőle a konföderáció főtábornoki címének jogszerű használatát.)
1707-ben fejedelmi helytartó lett és a Varsóban I. Péter orosz cárral a Rákóczi lengyel királyságát tervező titkos szövetséget kötő delegáció feje volt. Ekkor és később is az inkább a svédek és franciák felé tekintő fejedelemmel szemben az orosz orientáció lelkes hívének mutatkozott.
A szerencsétlen kimenetelű trencséni ütközet után Szécsénynél szedte össze a kuruc hadak szétvert lovasságát, s a további hadjáratokban is vitézül harcolt. 1710-ben Lengyelországba indult az orosz segély szorgalmazása végett, de nem járt sikerrel.
A szatmári béke kedvezményeit nem fogadta el, s 1711 és 1716 között Lengyelországban, Bržan várában élt. 1716-ban a szultán meghívására a bujdosókkal Chotzinba, és az Al-Dunához, a nagyvezír táborába utazott, vele szövetkezett és 1717-ben 20 000 török harcossal beütött Magyarországra Orsovánál. Mehádiától Facsetig nyomult, de kénytelen volt visszavonulni, újabb felkelést nem tudott kieszközölni a Habsburgok ellen. Ugyanilyen kudarccal végződött egy másik támadás Erdélyben, ami utolsó tatárjárás néven híresült el a történelemben: a krími tatárokkal betört kurucok szintén Rákóczival fémjelzett támadással tettek kísérletet újabb kuruc szabadságharc megindítására, ám szövetségeseik kegyetlen pusztítása miatt nem lett semmi eredménye a tervnek.
E hadjárat után, amikor 1718-ban VI. Károly császár békealkudozásba bocsátkozott a törökkel, a császári biztosok Rákóczi és Bercsényi kiadatását követelték, amit III. Ahmed szultán határozottan visszautasított.
Bercsényi Rodostóban hunyt el 1725. november 6-án. Hamvait 1906-ban II. Rákóczi Ferenc újratemetése alkalmából hazahozták és október 29-én Kassán, a Szent Erzsébet-székesegyházban helyezték végső nyugalomra.

## Családja
Háromszor nősült, de gyermekei csak első feleségétől születtek. Első felesége homonnai Drugeth Krisztina (1659–1691) volt, gyermekeik:
- László Ignác (1689–1778), Rákóczi testőrségének századosa, később Franciaország marsallja; neje Anne Catherine Girard de Wiet (1702–1766)
- Zsuzsanna (1691–1745); férje zicsi és vázsonykői gróf Zichy Péter (1673–1726)

Második felesége Csáky Krisztina grófnő (1654–1723) volt, akivel később együtt vonult száműzetésbe, Rodostóba. Második feleségének halála után, 1723-ban harmadszor is megnősült. Kőszeghy Zsuzsannát, Mikes Kelemen szerelmét vette feleségül.